# Armenia en los Juegos Olímpicos de Nagano 1998
Armenia estuvo representada en los Juegos Olímpicos de Nagano 1998 por un total de siete deportistas, cuatro hombres y tres mujeres, que compitieron en cuatro deportes.
El portador de la bandera en la ceremonia de apertura fue el esquiador de fondo Alla Mikayelyan. El equipo olímpico armenio no obtuvo ninguna medalla en estos Juegos.